# Anna Fenninger
Anna Fenninger (Hallein, 18 giugno 1989) è un'ex sciatrice alpina austriaca.
Sciatrice polivalente, atleta di punta della nazionale austriaca negli anni 2010, nel suo palmarès vanta, tra i risultati più prestigiosi un oro olimpico, tre ori iridati, due Coppe del Mondo generali, due Coppa del Mondo di slalom gigante e due Coppe Europa.
In seguito al matrimonio con l'ex snowboarder Manuel Veith, celebrato il 16 aprile 2016, nell'ultima parte della sua carriera (stagioni 2017-2020) si è iscritta alle liste FIS come Anna Veith.

## Biografia

### Stagioni 2005-2007
Originaria di Adnet e attiva in gare FIS dal dicembre del 2004, Anna Fenninger ha esordito in Coppa Europa il 13 dicembre 2005 a Alleghe, classificandosi 24ª in slalom gigante; già il giorno dopo, nelle medesime località e specialità, è salita per la prima volta sul podio ne circuito (2ª), mentre ha ottenuto la prima vittoria il 21 gennaio 2006 a Turnau, sempre in slalom gigante. Ai Mondiali juniores del Québec di quell'anno ha vinto la medaglia d'oro nel supergigante e nella combinata e quella d'argento nella discesa libera; a fine stagione in Coppa Europa, grazie a nove podi (con quattro vittorie) e ad altri piazzamenti, si è imposta sia nella classifica generale sia in quella di slalom gigante.
L'11 novembre 2006 ha esordito in Coppa del Mondo nello slalom speciale di Levi, senza riuscire a qualificarsi per la seconda manche; i primi punti nella competizione sono arrivati il 21 gennaio 2007, con il 16º posto nello slalom gigante di Cortina d'Ampezzo. Con sei vittorie si è aggiudicata quindi la Coppa Europa 2006-2007, divenendo così la seconda atleta nella storia, dopo Marianna Salchinger, a bissare la vittoria nel trofeo continentale; quell'anno ha vinto anche la classifica di supergigante ed è stata 2ª in quella di slalom gigante.

### Stagioni 2008-2009
Ai Mondiali juniores del 2008 ha incrementato il proprio palmarès vincendo altre tre medaglie: due d'oro (nello slalom gigante e nella combinata) e una d'argento (nel supergigante). In Coppa Europa quell'anno ha vinto la classifica di supercombinata ed è stata 3ª in quella generale e 2ª in quella di supergigante.
Il 26 gennaio 2009 ha conquistato il suo primo podio in Coppa del Mondo, arrivando 2ª alle spalle della svedese Jessica Lindell Vikarby nel supergigante di Cortina d'Ampezzo, e due giorni dopo ha ottenuto l'ultima vittoria, nonché ultimo podio, in Coppa Europa, a Götschen in slalom speciale. La settimana successiva ha esordito ai Campionati mondiali e nella rassegna iridata di Val-d'Isère è arrivata ai piedi del podio (4ª) nella prova di supergigante vinta da Lindsey Vonn, si è piazzata 32ª nello slalom speciale e 7ª nella combinata e non ha concluso la discesa libera. Nel marzo dello stesso anno vinto la medaglia di bronzo nel supergigante ai Mondiali juniores di Garmisch-Partenkirchen.

### Stagioni 2010-2013
Ai XXI Giochi olimpici invernali di Vancouver 2010, suo esordio olimpico, si è classificata 25ª nella discesa libera, 16ª nel supergigante e 15ª nella supercombinata, mentre ai Mondiali di Garmisch-Partenkirchen 2011 ha vinto la medaglia d'oro nella supercombinata, quella d'argento nella gara a squadre ed è stata 17ª nella discesa libera e 5ª nel supergigante. Nella stagione 2011-2012 ha ottenuto la sua prima vittoria in Coppa del Mondo, nello slalom gigante di Lienz del 28 dicembre, e ha chiuso l'annata al 5º posto della classifica generale con 995 punti e al 3º in quella di supergigante, conquistando complessivamente sei podi.
Nella rassegna iridata di Schladming 2013 si è aggiudicata la medaglia di bronzo nello slalom gigante, nella gara vinta dalla francese Tessa Worley davanti alla slovena Tina Maze, è stata 11ª nella discesa libera e non ha completato supergigante e supercombinata. Quell'anno in Coppa del Mondo ha concluso al 3º posto sia nella classifica generale, con 1.029 punti e otto podi (tre le vittorie), sia e in quella di supergigante e al 2º in quella di slalom gigante, superata dalla Maze di 320 punti.

### Stagioni 2014-2015
Il 15 febbraio 2014, ai XXII Giochi olimpici invernali di Soči 2014, ha conquistato la sua prima medaglia olimpica vincendo il supergigante; tre giorni dopo ha ottenuto la medaglia d'argento nello slalom gigante, vinto dalla Maze. Ha partecipato anche alla discesa libera, che non ha completato, e alla supercombinata, conclusa all'8º posto. In Coppa del Mondo al termine della stagione si è aggiudicata sia la Coppa del Mondo generale, con 1.371 punti (191 più della seconda classificata, la tedesca Maria Riesch) e undici podi (quattro vittorie), sia quella di slalom gigante (con 26 punti di vantaggio sulla Lindell Vikarby); nelle classifiche di discesa libera e di supergigante è stata invece 2ª, superata rispettivamente dalla Riesch di 50 punti e dalla svizzera Lara Gut di 91 punti.

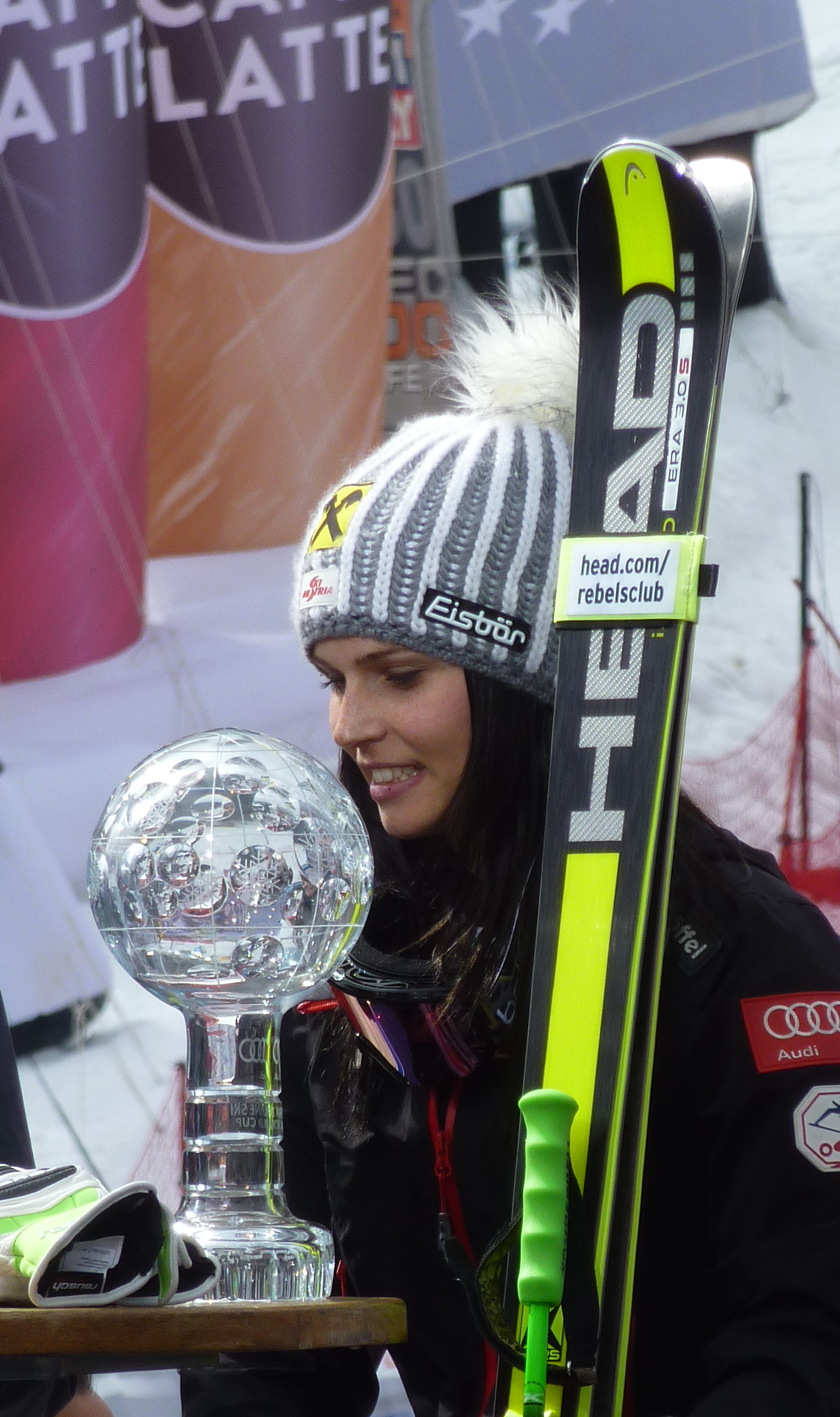
Anna Fenninger a Méribel con la coppa di cristallo vinta nella stagione 2014-2015

Ai Mondiali di Vail/Beaver Creek 2015 ha vinto la medaglia d'oro nel supergigante e nello slalom gigante, la medaglia d'argento nella discesa libera e ha concluso al 4º posto la combinata. A fine stagione è aggiudicata la Coppa del Mondo 2014-2015 (in cui ha colto sei vittorie e quindici podi complessivi), confermando il successo dell'anno precedente; grazie alla vittoria nello slalom gigante delle finali di Méribel ha raggiunto 1.553 punti in classifica (22 più della Maze) e ha conquistato anche la coppa di cristallo di specialità (con 106 punti di vantaggio sulla compagna di squadra Eva-Maria Brem). È stata anche prima nella classifica della combinata, che quell'anno non prevedeva l'assegnazione di alcun trofeo, e seconda in quelle di discesa libera e di supergigante, battuta in entrambi i casi dalla Vonn (rispettivamente di 103 e di 28 punti).

### Stagioni 2016-2020
Il 21 ottobre 2015, a seguito di una caduta sulla pista Rettenbach di Sölden, ha riportato gravi lesioni al ginocchio destro, dovendo pertanto rinunciare a disputare l'intera stagione 2015-2016. Ai Mondiali di Sankt Moritz 2017, sua ultima presenza iridata, si è classificata 22ª nello slalom gigante e non ha completato la prova di supergigante; il 17 dicembre dello stesso anno ha conquistato l'ultima vittoria in Coppa del Mondo, a Val-d'Isère in supergigante, e ai successivi XXIII Giochi olimpici invernali di Pyeongchang 2018, suo congedo olimpico, ha vinto la medaglia d'argento nel supergigante e si è classificata 12ª nello slalom gigante.
Il 3 marzo 2018 ha conquistato a Crans-Montana in supergigante l'ultimo podio in Coppa del Mondo (2ª) e si è ritirata al termine della stagione 2019-2020; la sua ultima gara in carriera è stata il supergigante di Coppa del Mondo disputato a Garmisch-Partenkirchen il 9 febbraio, non completato dalla Fenninger.

## Palmarès

### Olimpiadi
- 3 medaglie:
  - 1 oro (supergigante a Soči 2014)
  - 2 argenti (slalom gigante a Soči 2014, supergigante a Pyeongchang 2018)

### Mondiali
- 6 medaglie:
  - 3 ori (supercombinata a Garmisch-Partenkirchen 2011; supergigante, slalom gigante a Vail/Beaver Creek 2015)
  - 2 argenti (gara a squadre a Garmisch-Partenkirchen 2011; discesa libera a Vail/Beaver Creek 2015)
  - 1 bronzo (slalom gigante a Schladming 2013)

### Mondiali juniores
- 7 medaglie:
  - 4 ori (supergigante, combinata a Québec 2006; slalom gigante, combinata a Formigal 2008)
  - 2 argenti (discesa libera a Québec 2006; supergigante a Formigal 2008)
  - 1 bronzo (supergigante a Garmisch-Partenkirchen 2009)

### Coppa del Mondo
- Vincitrice della Coppa del Mondo nel 2014 e nel 2015
- Vincitrice della Coppa del Mondo di slalom gigante nel 2014 e nel 2015
- Vincitrice della classifica di combinata nel 2015[6]
- 46 podi:
  - 15 vittorie
  - 19 secondi posti
  - 12 terzi posti

#### Coppa del Mondo - vittorie
| Data             | Località               | Paese    | Specialità |
| ---------------- | ---------------------- | -------- | ---------- |
| 28 dicembre 2011 | Lienz                  | Austria  | GS         |
| 28 dicembre 2012 | Semmering              | Austria  | GS         |
| 3 marzo 2013     | Garmisch-Partenkirchen | Germania | SG         |
| 9 marzo 2013     | Ofterschwang           | Germania | GS         |
| 28 dicembre 2013 | Lienz                  | Austria  | GS         |
| 6 marzo 2014     | Åre                    | Svezia   | GS         |
| 7 marzo 2014     | Åre                    | Svezia   | GS         |
| 16 marzo 2014    | Lenzerheide            | Svizzera | GS         |
| 25 ottobre 2014  | Sölden                 | Austria  | GS         |
| 21 febbraio 2015 | Maribor                | Slovenia | GS         |
| 1º marzo 2015    | Bansko                 | Bulgaria | KB         |
| 2 marzo 2015     | Bansko                 | Bulgaria | SG         |
| 13 marzo 2015    | Åre                    | Svezia   | GS         |
| 22 marzo 2015    | Méribel                | Francia  | GS         |
| 17 dicembre 2017 | Val-d'Isère            | Francia  | SG         |

Legenda:

SG = supergigante

GS = slalom gigante

KB = combinata

#### Coppa del Mondo - gare a squadre
- 1 podio:
  - 1 terzo posto

### Coppa Europa
- Vincitrice della Coppa Europa nel 2006 e nel 2007
- Vincitrice della classifica di supergigante nel 2007
- Vincitrice della classifica di slalom gigante nel 2006
- Vincitrice della classifica di combinata nel 2008
- 25 podi:
  - 14 vittorie
  - 9 secondi posti
  - 2 terzi posti

#### Coppa Europa - vittorie
| Data             | Località               | Paese    | Specialità |
| ---------------- | ---------------------- | -------- | ---------- |
| 21 gennaio 2006  | Turnau                 | Austria  | GS         |
| 30 gennaio 2006  | La Plagne              | Francia  | GS         |
| 12 febbraio 2006 | Roccaraso              | Italia   | GS         |
| 20 febbraio 2006 | Garmisch-Partenkirchen | Germania | GS         |
| 20 dicembre 2006 | Kaunertal              | Austria  | GS         |
| 21 dicembre 2006 | Kaunertal              | Austria  | GS         |
| 16 gennaio 2007  | Sankt Moritz           | Svizzera | SG         |
| 17 gennaio 2007  | Sankt Moritz           | Svizzera | SG         |
| 5 febbraio 2007  | Abetone                | Italia   | GS         |
| 15 febbraio 2007 | Sella Nevea            | Italia   | SG         |
| 9 novembre 2007  | Bottrop                | Germania | IND        |
| 10 marzo 2008    | Les Orres              | Francia  | SG         |
| 13 marzo 2008    | Claviere               | Italia   | GS         |
| 28 gennaio 2009  | Bischofswiesen         | Germania | SL         |

Legenda:

SG = supergigante

GS = slalom gigante

SL = slalom speciale

IND = slalom speciale indoor

### Campionati austriaci
- 4 medaglie[7]:
  - 2 ori (supergigante nel 2011; supercombinata nel 2014)
  - 2 bronzi (slalom speciale nel 2009; supergigante nel 2014)

### Campionati austriaci juniores
- 4 medaglie[7]:
  - 2 ori (slalom gigante nel 2005; supergigante nel 2006)
  - 1 argento (supergigante nel 2005)
  - 1 bronzo (discesa libera nel 2008)

## Statistiche

### Podi in Coppa del Mondo
| 1º     | 2º                     | 3º                     | 1º                     | 2º                     | 3º                     | 1º                     | 2º                     | 3º                     | 1º                     | 2º                     | 3º                     |                        |                        |                        |                        |                        |
| 2007   |                        |                        |                        |                        |                        |                        |                        |                        |                        |                        |                        |                        | 0                      |                        |                        |                        |
| 2008   |                        |                        |                        |                        |                        |                        |                        |                        |                        |                        |                        |                        | 0                      |                        |                        |                        |
| 2009   |                        |                        |                        |                        | 1                      |                        |                        |                        |                        |                        |                        |                        | 1                      |                        |                        |                        |
| 2010   |                        |                        |                        |                        |                        |                        |                        |                        |                        |                        |                        |                        | 0                      |                        |                        |                        |
| 2011   |                        |                        | 1                      |                        |                        | 1                      |                        |                        |                        |                        |                        |                        | 2                      |                        |                        |                        |
| 2012   |                        |                        |                        |                        | 2                      | 2                      | 1                      | 1                      |                        |                        |                        |                        | 6                      |                        |                        |                        |
| 2013   |                        |                        | 1                      | 1                      | 1                      | 1                      | 2                      | 1                      | 1                      |                        |                        |                        | 8                      |                        |                        |                        |
| 2014   |                        | 2                      | 1                      |                        | 2                      | 2                      | 4                      |                        |                        |                        |                        |                        | 11                     |                        |                        |                        |
| 2015   |                        | 3                      |                        | 1                      | 4                      | 1                      | 4                      | 1                      |                        | 1                      |                        |                        | 15                     |                        |                        |                        |
| 2016   | stagione non disputata | stagione non disputata | stagione non disputata | stagione non disputata | stagione non disputata | stagione non disputata | stagione non disputata | stagione non disputata | stagione non disputata | stagione non disputata | stagione non disputata | stagione non disputata | stagione non disputata | stagione non disputata | stagione non disputata | stagione non disputata |
| 2017   |                        |                        |                        |                        |                        | 1                      |                        |                        |                        |                        |                        |                        | 1                      |                        |                        |                        |
| 2018   |                        |                        |                        | 1                      | 1                      |                        |                        |                        |                        |                        |                        |                        | 2                      |                        |                        |                        |
| 2019   |                        |                        |                        |                        |                        |                        |                        |                        |                        |                        |                        |                        | 0                      |                        |                        |                        |
| 2020   |                        |                        |                        |                        |                        |                        |                        |                        |                        |                        |                        |                        | 0                      |                        |                        |                        |
| Totale | 0                      | 5                      | 3                      | 3                      | 11                     | 8                      | 11                     | 3                      | 1                      | 1                      | 0                      | 0                      | 46                     |                        |                        |                        |
| Totale | 8                      | 8                      | 8                      | 22                     | 22                     | 22                     | 15                     | 15                     | 15                     | 1                      | 1                      | 1                      | 46                     |                        |                        |                        |

## Riconoscimenti

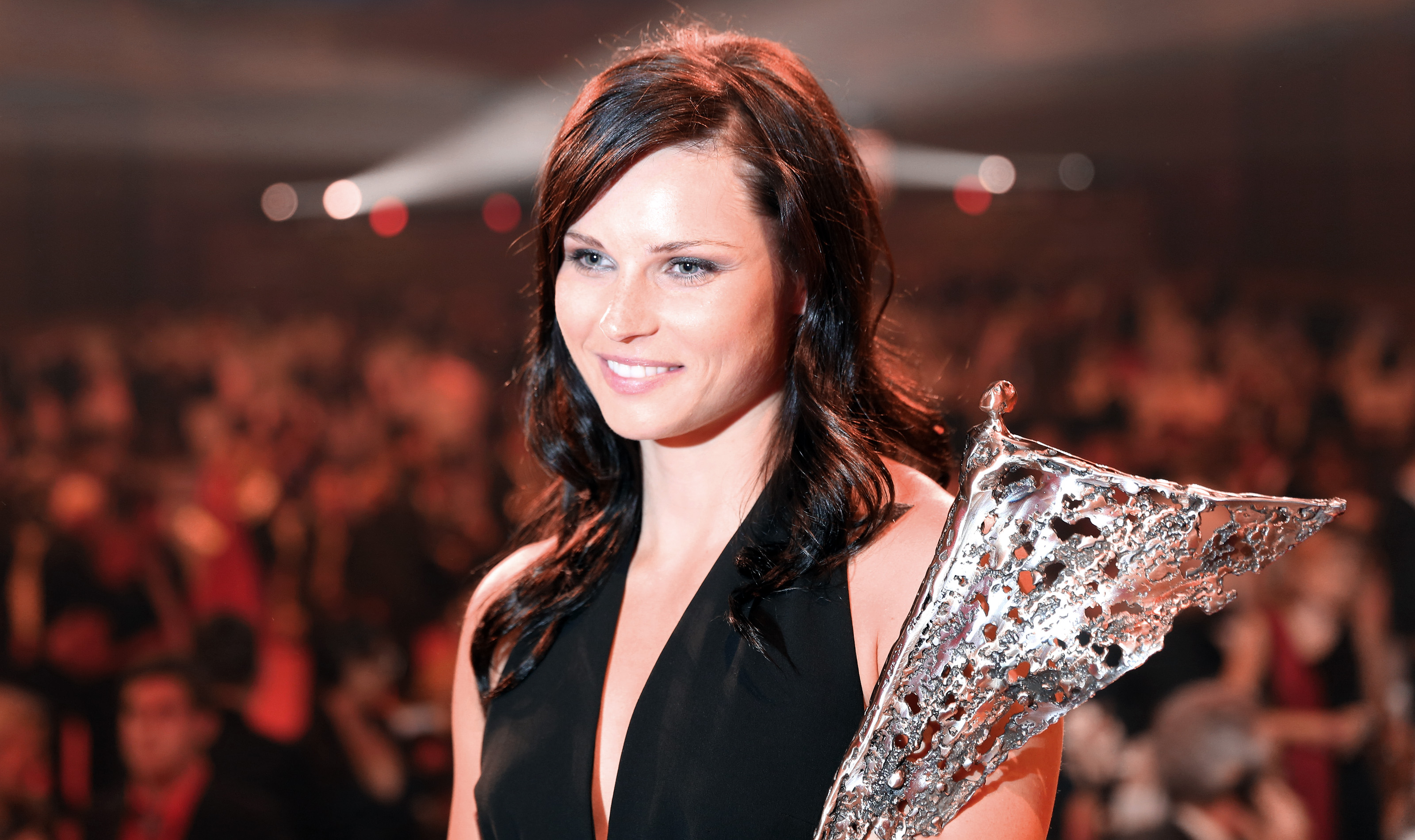
Anna Fenninger premiata come Atleta austriaca dell'anno 2014

- 2011: Atleta austriaca emergente dell'anno[9].
- 2013: Atleta austriaca dell'anno[10].
- 2014: Atleta austriaca dell'anno[11], premio Skieur d’Or dell'Association Internationale des Journalistes de Ski[12].
- 2015: Premio Skieur d’Or dell'Association Internationale des Journalistes de Ski[13].